# Рейкі (ера)
Рейкі́ (яп. 霊亀 — рейкі, «чудесна черепаха») — ненґо, девіз правління імператора Японії з 715 по 717 роки.

## Хронологія
- 1 рік （715） — села (里) укрупненні до общин (郷);
- 2 рік （716) — відправка шостого посольства до китайської імперії Тан.

## Порівняльна таблиця
| Роки Рейкі              | 1    | 1    | 3    |
| Григоріанський календар | 715  | 716  | 717  |
| Китайський календар     | 乙卯 | 丙辰 | 丁巳 |